# Онисковичский сельсовет
Они́сковичский сельсовет — упразднённая административная единица в составе Кобринского района Брестской области Республики Беларусь. Согласно переписи населения 2009 года, в сельсовете проживало 475 человек. В 2012 году сельсовет упразднён, населённые пункты переданы в состав Городецкого сельсовета.

## Состав
До расформирования Онисковичский сельсовет включал 12 населённых пунктов:
- Величковичи — деревня.
- Выгода — деревня.
- Доброе — деревня.
- Дубины — деревня.
- Жуки — деревня.
- Заболотье — деревня.
- Залески — деревня.
- Меленково — деревня.
- Онисковичи — деревня.
- Совпли — деревня.
- Стародубцы — деревня.
- Челищевичи — деревня.